# Piet van Katwijk

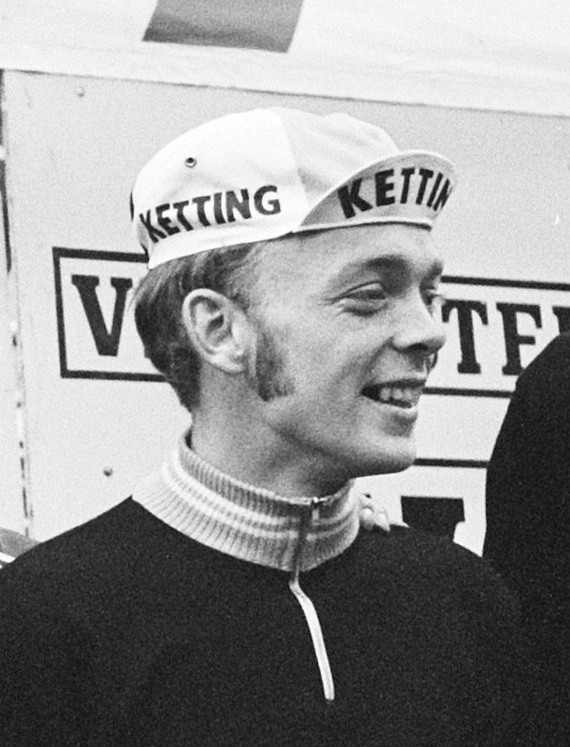
Piet van Katwijk 1971

Pieter Gerardus „Piet“ van Katwijk (* 27. Februar 1949 in Oploo; † 24. Februar 2025) war ein niederländischer Radrennfahrer.

## Sportliche Laufbahn
Piet van Katwijk war Straßenradsportler. Er war Teilnehmer der Olympischen Sommerspiele 1972 in München. Im olympischen Straßenrennen kam er beim Sieg von Hennie Kuiper auf den 11. Platz.
In der Olympia’s Tour 1970 hatte er mit einem Etappensieg einen ersten internationalen Erfolg. 1971 gewann er zwei Etappen der Rundfahrt sowie das Rennen Enschede–Münster. 1972 war er in der niederländischen Limburg-Rundfahrt siegreich. Dazu kamen Etappensiege in der Olympia’s Tour und in der Österreich-Rundfahrt (zweifach). Die Olympia’s Tour beendete er als Dritter hinter dem Sieger Frits Schür. 1973 gewann er mit dem britischen Milk Race ein bedeutendes internationales Etappenrennen für Amateure. Dabei gewann er drei Etappen. Dazu kam der Sieg im Eintagesrennen Ronde van Noord-Holland.
1974 wurde er Berufsfahrer im Radsportteam Frisol. Er gewann in seiner ersten Saison als Profi die Acht van Chaam. 1976 holte er Etappensiege in der Belgien-Rundfahrt und in der Tour de Suisse. 1977 entschied er die Luxemburg-Rundfahrt, den Omloop van Oost-Vlaanderen und eine Etappe der Ronde van Nederland für sich. Mit der Tour de l’Indre et Loire gewann er 1979 ein weiteres Etappenrennen. Dazu kam der Erfolg im Rennen Driedaagse van West-Vlaanderen. 
1978 wurde van Katwijk Dritter der nationalen Meisterschaft im Straßenrennen hinter dem Sieger Henk Lubberding. Bei Gent–Wevelgem konnte er 1977 und 1980 Dritter werden. Dreimal war van Katwijk am Start der Tour de France. 1974 wurde er 102. der Gesamtwertung, 1976 und 1977 schied er jeweils aus. In der Vuelta a España 1975 gab er das Rennen auf. Insgesamt kam er auf 33 Siege bei den Profis und 54 Siege als Amateur.

## Familie
Auch seine Brüder Fons und Jan sowie sein Neffe Alain van Katwijk waren Radprofis.